# Heredia (province)
Pour les articles homonymes, voir Heredia.
Heredia est une province du Costa Rica. Sa capitale porte le même nom : Heredia. Elle est située au nord du pays; entourée au nord par le Nicaragua, à l'est par la province de Limón, au sud par la province de San José, et à l'ouest par la province d'Alajuela. La province a une superficie de 2 657 km², pour une population de 512 172 habitants (en 2018).

## Cantons
La province d'Heredia est divisée en 10 cantons et 43 districts. Les cantons (et leurs capitales) sont les suivants :
- Heredia, (Heredia)
- Barva, (Barva)
- Santo Domingo, (Santo Domingo)
- Santa Bárbara, (Santa Bárbara)
- San Rafael, (San Rafael)
- San Isidro, (San Isidro)
- Belén, (San Antonio)
- Flores, (San Joaquín)
- San Pablo, (San Pablo)
- Sarapiquí, (Puerto Viejo)

## Photos

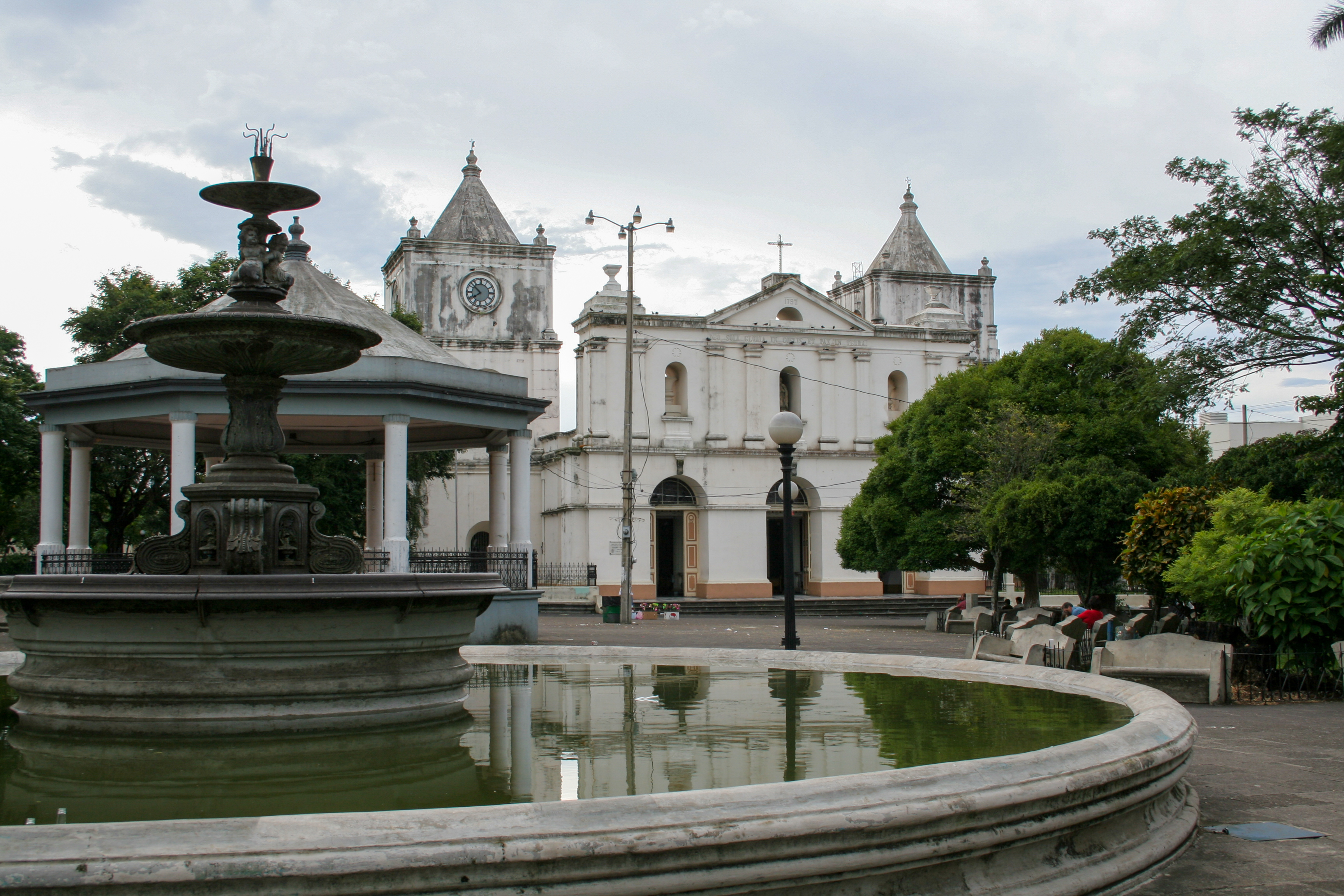
Parc Central et église à Heredia.
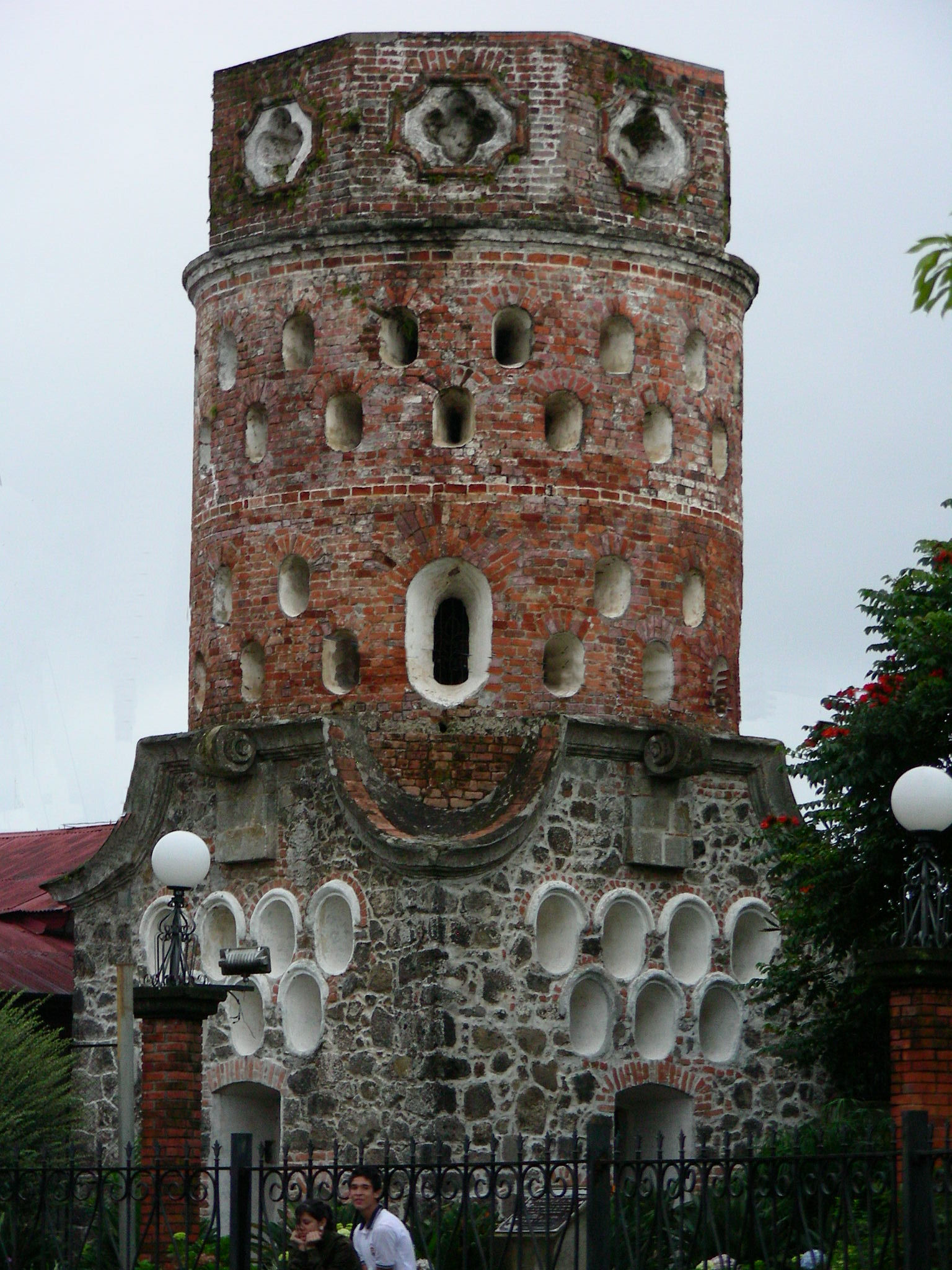
Fortin d'Heredia.
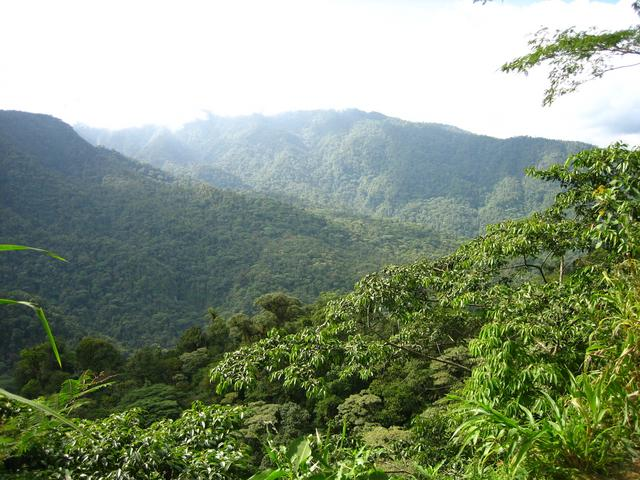
Parc national Braulio Carrillo.
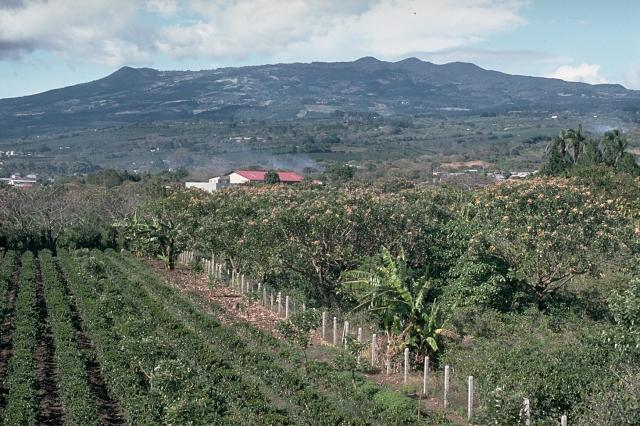
Le volcan Barva vu depuis la Vallée Centrale.